# توم كوستيلو
توم كوستيلو (بالإنجليزية: Tom Costello)‏ هو فارس أمريكي، (ولد في نيويورك في الولايات المتحدة 1866  م).